# Estadio de Wembley
El Estadio de Wembley es un estadio de fútbol ubicado en la ciudad de Londres, Inglaterra. Está emplazado en el lugar donde se erigía el antiguo estadio con el mismo nombre construido en 1923. En el nuevo Wembley juega como local la selección de fútbol de Inglaterra; es anualmente sede de las finales de la FA Cup, la Copa de la Liga de Inglaterra y la Community Shield, además de varias finales de la Liga de Campeones de la UEFA. El estadio también se puede apreciar en las películas 28 Weeks Later, de 2007, y Yesterday, de 2019.
Tras la demolición en 2002 del viejo Wembley y con el diseño del arquitecto Norman Foster se abría la puerta a un nuevo superestadio con una capacidad de 90 000 espectadores, que terminó de construirse en 2007. El coste del proyecto rondó los 757 millones de libras esterlinas (1097 millones de euros). La construcción del nuevo Wembley fue parte del proyecto para los Juegos Olímpicos de Londres 2012; donde albergó partidos de los torneos de fútbol, tanto femenino como masculino, incluidas las finales de ambos. El estadio está conectado con las estaciones de metro de Wembley Park y Wembley Centralvía "White Horse Bridge".
El estadio de Wembley es propiedad del ente de gobierno del fútbol inglés, la Football Association (FA), a través de su filial Wembley National StadiumLtd (WNSL). La sede de la FA está en el propio estadio. Con 90 000 asientos, es el mayor estadio de fútbol de Inglaterra, el estadio más grande del Reino Unido y el segundo estadio más grande de Europa. Además, durante la temporada 2017-18, y casi toda la 2018-19, fue sede temporal del Tottenham Hotspur mientras White Hart Lane estaba siendo demolido y su nuevo estadio el Tottenham Hotspur Stadium se encontraba en construcción.

## Inauguración

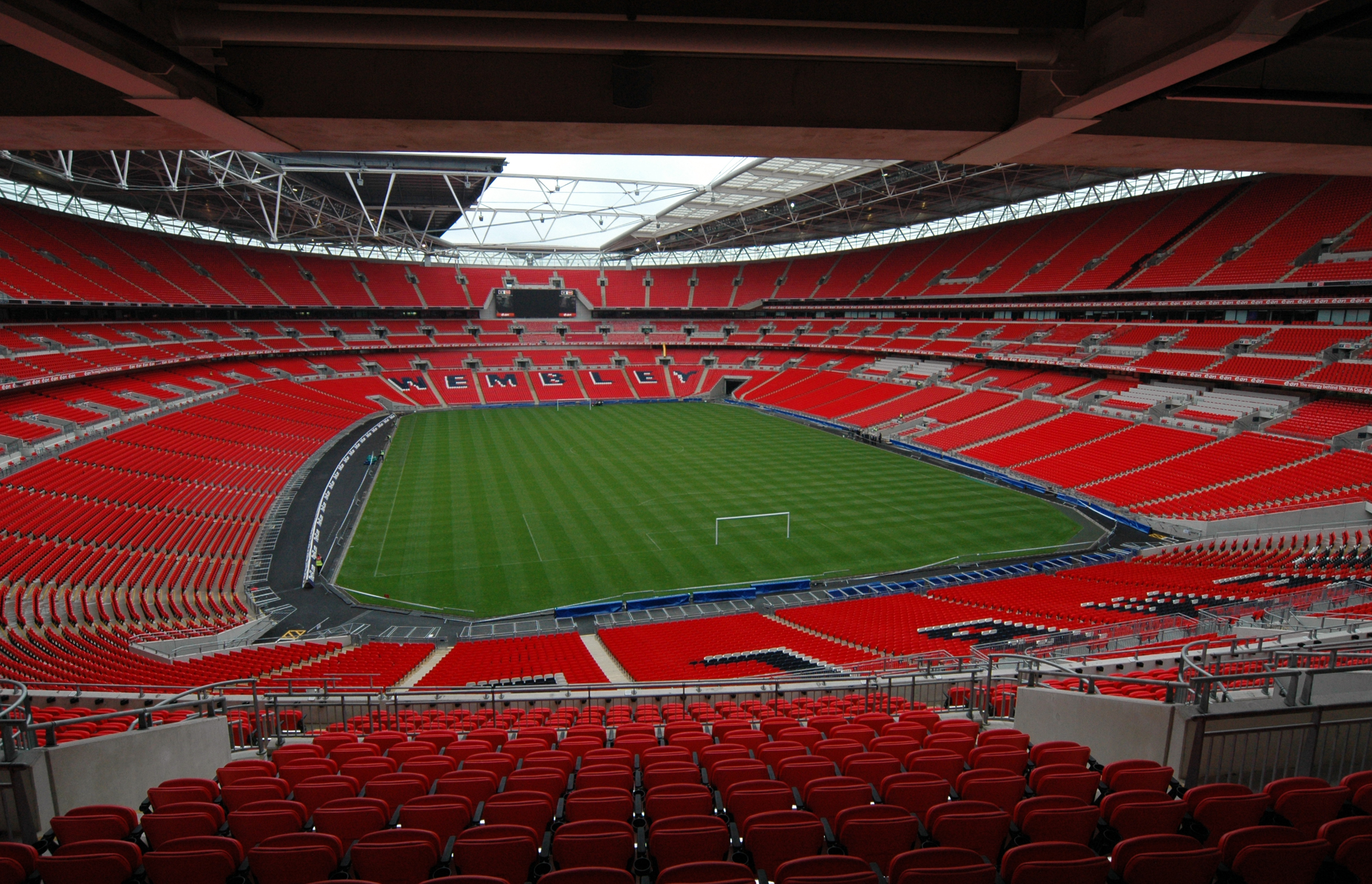
Interior del estadio de Wembley.

Estuvo previsto que el estadio nacional se inaugurara el 13 de mayo de 2006 con la final de la FA Cup, pero debido a problemas con las empresas constructoras Multiplex y WNSL, se fijó un nuevo plazo previsto para septiembre de 2006, con el primer partido de la clasificación para la Eurocopa 2008, que debía enfrentar a Inglaterra contra Andorra. Sin embargo, de nuevo se tuvo que retrasar la inauguración, hasta el año 2007. El día 24 de marzo de dicho año el estadio por fin fue inaugurado en un partido entre las selecciones sub-21 de Inglaterra e Italia.

## Eventos

### Fútbol
En este estadio se llevan a cabo los partidos por las semifinales y la final de la FA Cup, la Community Shield y la final de la Copa de la Liga y las finales de ascenso, así como los partidos de la selección de fútbol de Inglaterra. Además se juegan allí las finales de los playoff de las divisiones inferiores de Inglaterra.
El 28 de mayo de 2011 albergó la final de la Liga de Campeones entre el FC Barcelona y el Manchester United, resultando vencedor el primero por 3 goles a 1. En junio de 2011 la UEFA designó a Wembley nuevamente sede de la final de la Champions League para el 2013, por cumplirse el 150.o aniversario de la Football Asociation. La final de la UEFA Champion League 2012-13 se celebró entre el Borussia Dortmund y el Bayern de Múnich, partido que acabó 2-1 a favor del Bayern de Múnich.
El 11 de agosto de 2012, la cancha de Wembley fue sede del partido por la medalla de oro de los Juegos Olímpicos de Londres 2012, celebrado entre las selecciones de Brasil y México, con triunfo de la escuadra azteca por marcador de dos goles a uno.
| Fecha                | Edición                       | Rivales                                  | Resultado |
| -------------------- | ----------------------------- | ---------------------------------------- | --------- |
| 28 de mayo de 2011   | UEFA Champions League         | F. C. Barcelona – Manchester United F.C. | 3–1       |
| 11 de agosto de 2012 | Juegos Olímpicos Londres 2012 | México – Brasil                          | 2–1       |
| 25 de mayo de 2013   | UEFA Champions League         | F. C. Bayern Múnich – Borussia Dortmund  | 2–1       |
| 1 de junio de 2024   | UEFA Champions League         | Borussia Dortmund – Real Madrid C. F.    | 0–2       |

### Eurocopa 2020
- El Estadio de Wembley albergó ocho partidos de la Eurocopa 2020, incluida la final del torneo.
| Fecha               | Selección #1    | Resultado    | Selección #2 | Ronda                 | Espectadores |
| ------------------- | --------------- | ------------ | ------------ | --------------------- | ------------ |
| 13 de junio de 2021 | Inglaterra      | 1–0          | Croacia      | Primera fase, Grupo D | 18 497       |
| 18 de junio de 2021 | Inglaterra      | 0–0          | Escocia      | Primera fase, Grupo D | 20 306       |
| 22 de junio de 2021 | República Checa | 0–1          | Inglaterra   | Primera fase, Grupo D | 19 104       |
| 26 de junio de 2021 | Italia          | 2–1          | Austria      | Octavos de final      | 18 910       |
| 29 de junio de 2021 | Inglaterra      | 2–0          | Alemania     | Octavos de final      | 41 973       |
| 6 de julio de 2021  | Italia          | 1–1 (4-2 p.) | España       | Semifinales           | 57 811       |
| 7 de julio de 2021  | Inglaterra      | 2–1          | Dinamarca    | Semifinales           | 64 950       |
| 11 de julio de 2021 | Italia          | 1–1 (3-2 p.) | Inglaterra   | Final Eurocopa 2020   | 67 173       |

### Fútbol americano
El estadio ha sido sede del primer partido de la NFL fuera del continente americano en 2007, dentro de la serie de eventos denominados "Serie Internacional de la NFL", en un partido de liga regular entre los Miami Dolphins (que hacían de equipo local), y los New York Giants, que meses más tarde se proclamarían campeones de la Super Bowl XLII.
El 26 de octubre de 2008, debido al éxito del año anterior, se volvió a jugar otro partido de liga regular, en este caso enfrentando a los New Orleans Saints (como local) contra los San Diego Chargers. En 2009 se repitió, enfrentando también en partido de liga regular a los Tampa Bay Buccaneers (como local) y los New England Patriots (como visitantes). En 2010 se jugó el partido entre Denver Broncos y San Francisco 49ers donde los San Francisco 49ers ganaron 24-16.
| Fecha                    | USA-TV      | Rival                | Puntos | Rival                | Puntos |
| ------------------------ | ----------- | -------------------- | ------ | -------------------- | ------ |
| 28 de octubre de 2007    | FOX         | New York Giants      | 13     | Miami Dolphins       | 10     |
| 26 de octubre de 2008    | CBS         | San Diego Chargers   | 32     | New Orleans Saints   | 37     |
| 25 de octubre de 2009    | CBS         | New England Patriots | 35     | Tampa Bay Buccaneers | 7      |
| 31 de octubre de 2010    | CBS         | Denver Broncos       | 16     | San Francisco 49ers  | 24     |
| 23 de octubre de 2011    | FOX         | Chicago Bears        | 24     | Tampa Bay Buccaneers | 18     |
| 28 de octubre de 2012    | CBS         | St. Louis Rams       | 7      | New England Patriots | 45     |
| 29 de septiembre de 2013 | CBS         | Pittsburgh Steelers  | 27     | Minnesota Vikings    | 34     |
| 27 de octubre de 2013    | FOX         | San Francisco 49ers  | 42     | Jacksonville Jaguars | 10     |
| 28 de septiembre de 2014 | CBS         | Miami Dolphins       | 38     | Oakland Raiders      | 14     |
| 26 de octubre de 2014    | FOX         | Detroit Lions        | 22     | Atlanta Falcons      | 21     |
| 9 de noviembre de 2014   | FOX         | Dallas Cowboys       | 31     | Jacksonville Jaguars | 17     |
| 4 de octubre de 2015     | CBS         | New York Jets        | 27     | Miami Dolphins       | 14     |
| 25 de octubre de 2015    | CBS         | Buffalo Bills        | 31     | Jacksonville Jaguars | 34     |
| 1 de noviembre de 2015   | FOX         | Detroit Lions        | 10     | Kansas City Chiefs   | 45     |
| 2 de octubre de 2016     | FOX         | Jacksonville Jaguars | 30     | Indianapolis Colts   | 27     |
| 30 de octubre de 2016    | FOX         | Cincinnati Bengals   | 27     | Washington Redskins  | 27     |
| 24 de septiembre de 2017 | Verizon     | Jacksonville Jaguars | 44     | Baltimore Ravens     | 7      |
| 1 de octubre de 2017     | FOX         | Miami Dolphins       | 0      | New Orleans Saints   | 20     |
| 22 de octubre de 2017    | FOX         | Los Angeles Rams     | 33     | Arizona Cardinals    | 0      |
| 29 de octubre de 2017    | NFL Network | Cleveland Browns     | 16     | Minnesota Vikings    | 33     |
| 14 de octubre de 2018    | Verizon     | Seattle Seahawks     | 27     | Oakland Raiders      | 3      |
| 21 de octubre de 2018    | FOX         | Tennessee Titans     | 19     | Los Angeles Chargers | 20     |
| 28 de octubre de 2018    | CBS         | Philadelphia Eagles  | 24     | Jacksonville Jaguars | 18     |

### Rugby

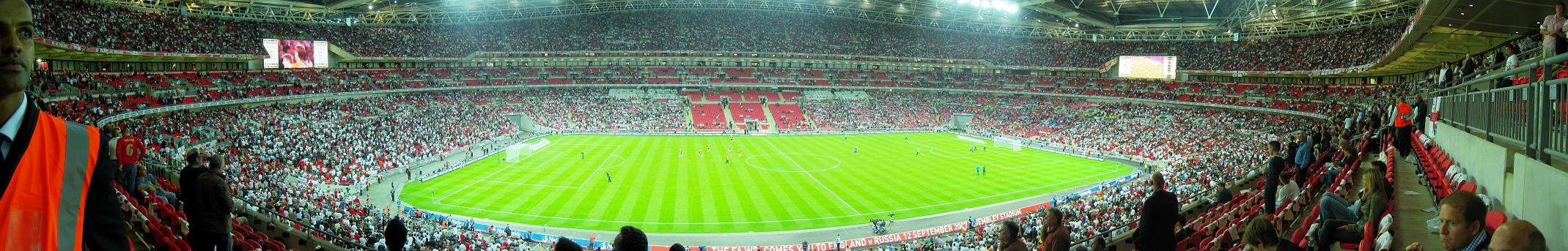
Imagen panorámica del estadio.

El primer partido de rugby de alto nivel fue un amistoso entre el Barbarian Football Club y Australia el 3 de diciembre de 2008.
Entre 2009 y 2017 el estadio fue utilizado regularmente por el Saracens Football Club para algunos partidos importantes de la Aviva Premiership, la Heineken Cup y partidos internacionales. Su enfrentamiento en la Aviva Premiership con los Harlequins en 2012 se jugó ante una multitud de 83,761, un récord mundial para un partido de un club de rugby. En 2014, los equipos se enfrentaron nuevamente frente a 83,889 espectadores. El partido de 2015 entre el Saracens Football Club y los Harlequins tuvo un nuevo récord mundial de asistencia para un juego de club de rugby con 84,068.

### Rugby League
La final de la Rugby League Challenge Cup se jugó todos los años en el antiguo estadio de Wembley desde el año 1929. En 2007, la final de la Copa volvió a su hogar tradicional después de la reconstrucción de Wembley. Cuando el equipo de los Catalans Dragons jugó contra St. Helens en la final de la Challenge Cup de 2007, se convirtió en el primer equipo no inglés, de rugby league, en jugar en la final. El resultado fue 30–8, con el que el equipo de St. Helens se proclamó campeón ante 84,241 fanáticos.
El primer equipo de rugby league en ganar un partido en el nuevo estadio de Wembley fue el Normanton Freeston.
James Roby de St Helens anotó el primer ensayo oficial en el renovado Wembley, aunque Luke Metcalfe del Castleford High School anotó el primer ensayo en el juego escolar que tuvo lugar antes de la final de la Challenge Cup de 2007.
En 2011, la Liga Internacional de Rugby regresó a Wembley por primera vez desde 1997 cuando Gales perdió ante Nueva Zelanda 0–36 y Australia venció a la nación anfitriona, Inglaterra, 36–20 en el Cuatro Naciones de Rugby League de 2011.

### Boxeo
El 31 de mayo de 2014, se organizó en el estadio de Wembley el primer evento de boxeo, fue la revancha entre Carl Froch y George Groves por los títulos de peso supermediano de la FIB y la AMB. Al evento acudió una multitud de 80,000 espectadores, un récord de asistencia de la posguerra británica para un evento de boxeo, superando a la multitud en el Estadio Ciudad de Mánchester cuando tuvo lugar el combate de Ricky Hatton vs Juan Lazcano en mayo de 2008.
La lucha por el campeonato mundial de pesos pesados de la Asociación Mundial de Boxeo y la Federación Internacional de Boxeo entre Anthony Joshua y Wladimir Klitschko rompió el récord de asistencia el 29 de abril de 2017, con la cifra aproximada de 90,000 espectadores.

## Música

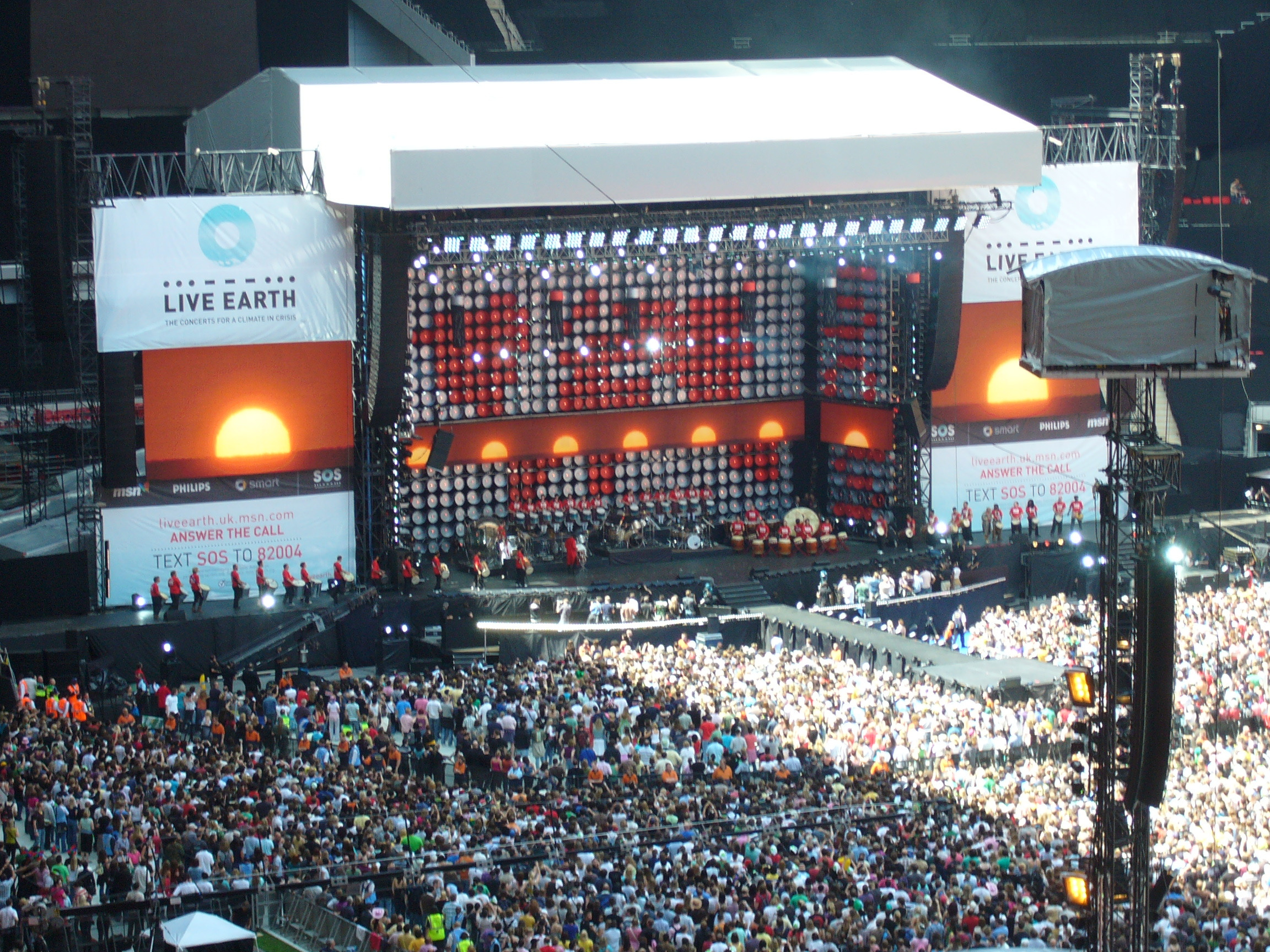
Concierto Live Earth en el Estadio de Wembley.

El nuevo Wembley ha sido sede de varios conciertos multitudinarios, al igual que el viejo Wembley, donde tocaron bandas como Queen, Guns N' Roses, Michael Jackson, Céline Dion, Genesis, INXS, Simple Minds, Bon Jovi, U2, blur, Oasis, Spice Girls, etc.
El británico George Michael fue el primer artista en actuar en el estadio, en un concierto que transmitió en directo la cadena BBC. Sin contar a sus teloneros, Muse fue el primer grupo en tocar en el Nuevo Wembley, en conciertos publicados en DVD. Les siguieron los estadounidenses Guns N' Roses, Red Hot Chili Peppers, Blink-182, Thirty Seconds to Mars, Paramore, Foo Fighters, Metallica, Green Day, My Chemical Romance, también la banda australiana Inxs, así como las bandas británicas McFly, Muse-una vez más-, etc. Madonna llevó su gira del 2008 al estadio, cuyas entradas se agotaron.
Dos grandes conciertos de caridad se celebraron en el nuevo estadio de Wembley: el “Concierto para Diana”, un concierto para conmemorar los diez años desde la muerte de la princesa Diana, y “Live Earth”, un concierto organizado como parte de la “Live Earth Foundation”, comprometida con la lucha contra el cambio climático.
En agosto de 2009 la banda irlandesa U2 recaló en el estadio londinense para presentar su espectacular gira "U2 360° Tour",consiguiendo un aforo cercano a los 165 000 espectadores en las dos fechas que la banda actuó en la capital británica.
En 2011, Take That llenó Wembley durante ocho noches con su Progress Tour. Bruce Springsteen también ofreció un concierto en el nuevo estadio en 2012 en la gira The Rising.
El 22 de junio de 2013, The Killers hizo su concierto más masivo hasta la fecha en el Estadio de Wembley, en donde interpretaron una canción hecha para la ocasión. En 2014, One Direction ofreció tres conciertos con entradas agotadas y, con la misma cantidad de shows, Ed Sheeran tomó el escenario en julio del 2015 para luego inmortalizarlo a través de una película del concierto, y la artista barbadense Rihanna actuó en su ANTI World Tour en 2016; semanas después actuó Beyonce también llenando dos noches el estadio con The Formation World Tour. En junio de 2017 Adele cerró su exitosa gira mundial con cuatro fechas totalmente agotadas. (Las últimas dos fueron canceladas por problemas en las cuerdas vocales) En el 2018, Taylor Swift actuó frente a más de 140.000 asistentes durante su gira Taylor Swift's Reputation Stadium Tour. En 2019 la banda surcoreana BTS con su gira mundial "Love Yourself: Speak Yourself" también hizo historia siendo otro de los grandes artistas en llenar el estadio, agotando las entradas en tan solo 90 minutos para ambos días (1 y 2 de junio) contando con la transmisión global en vivo del evento.

## Galería

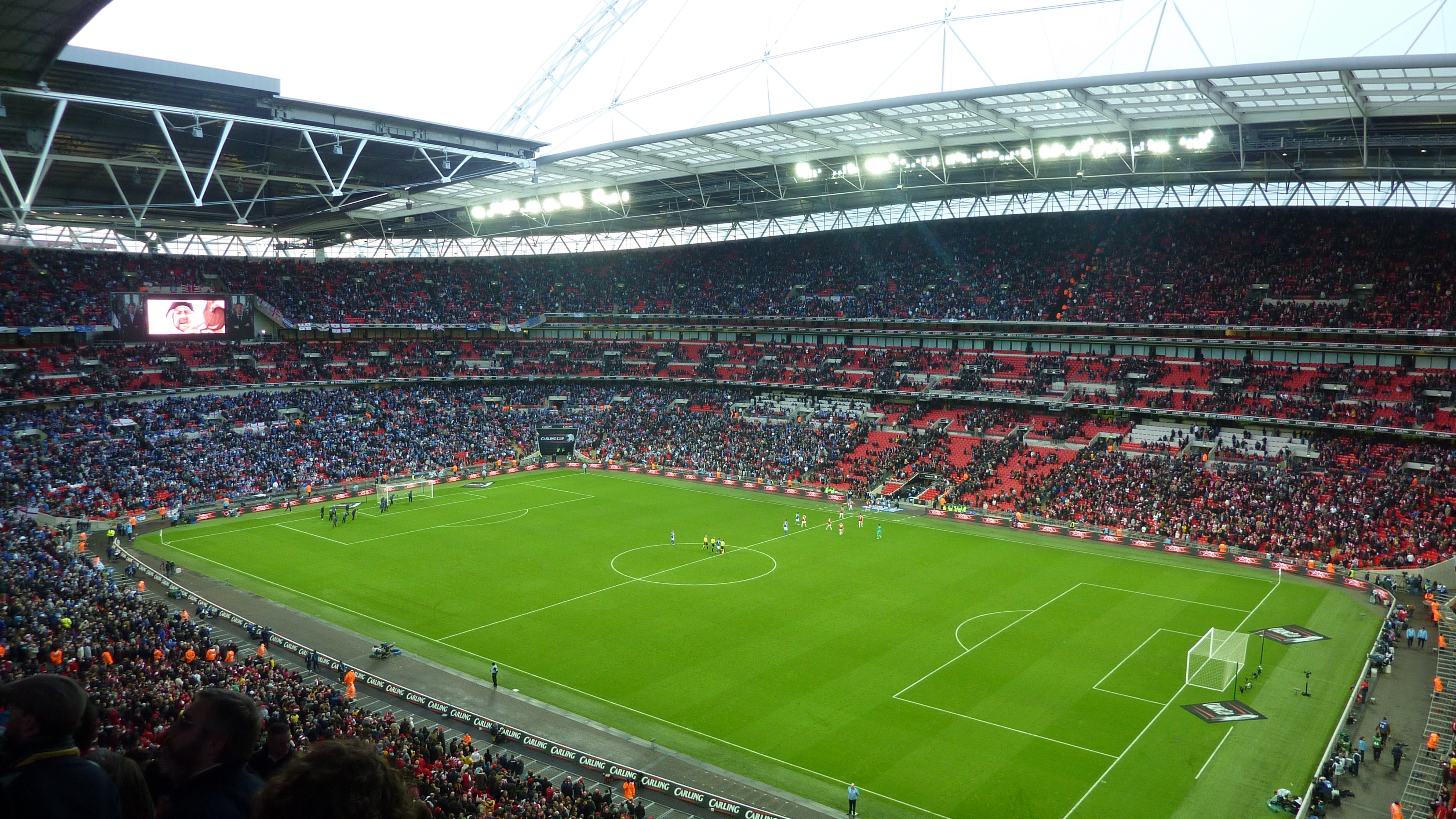
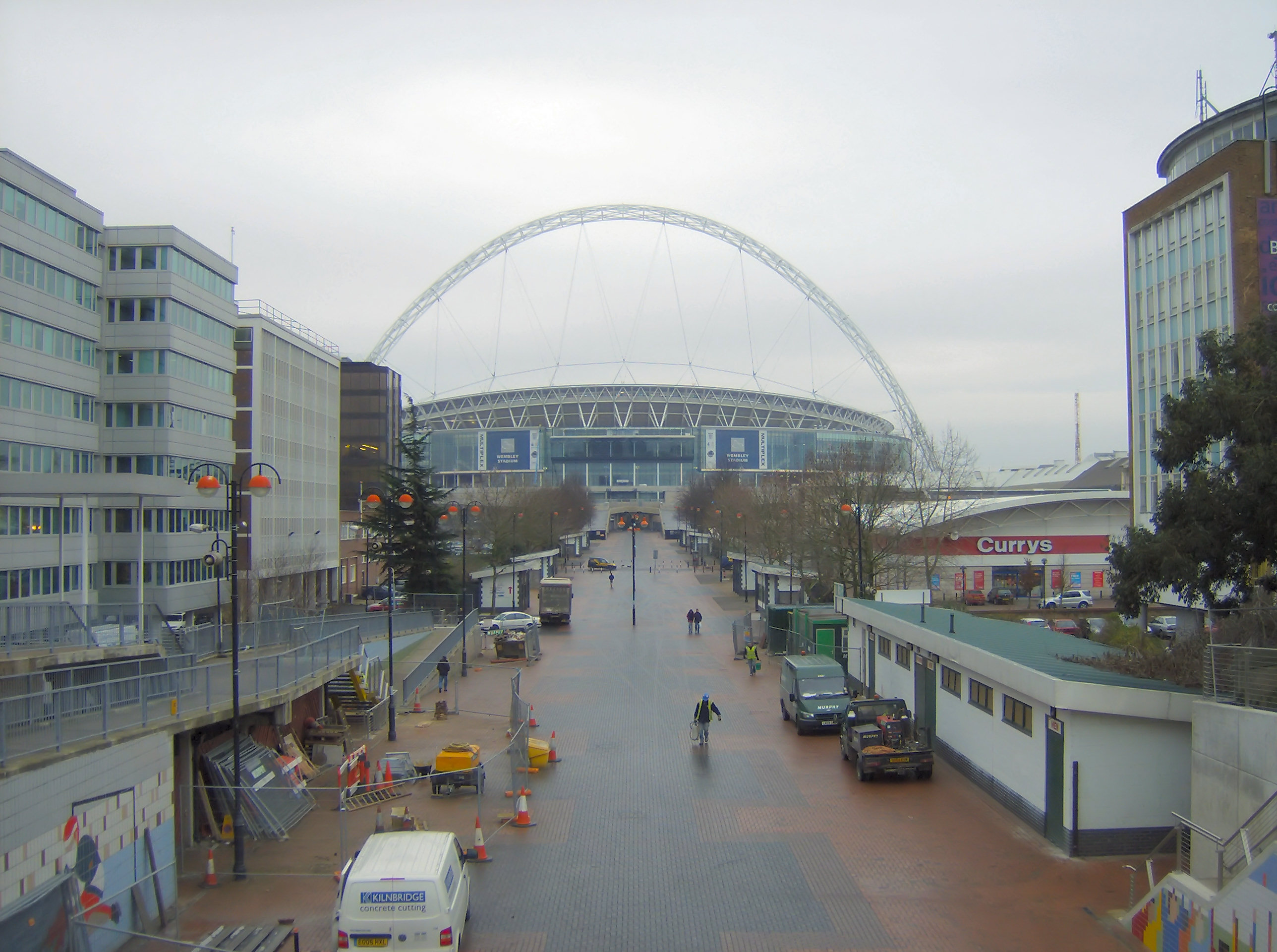
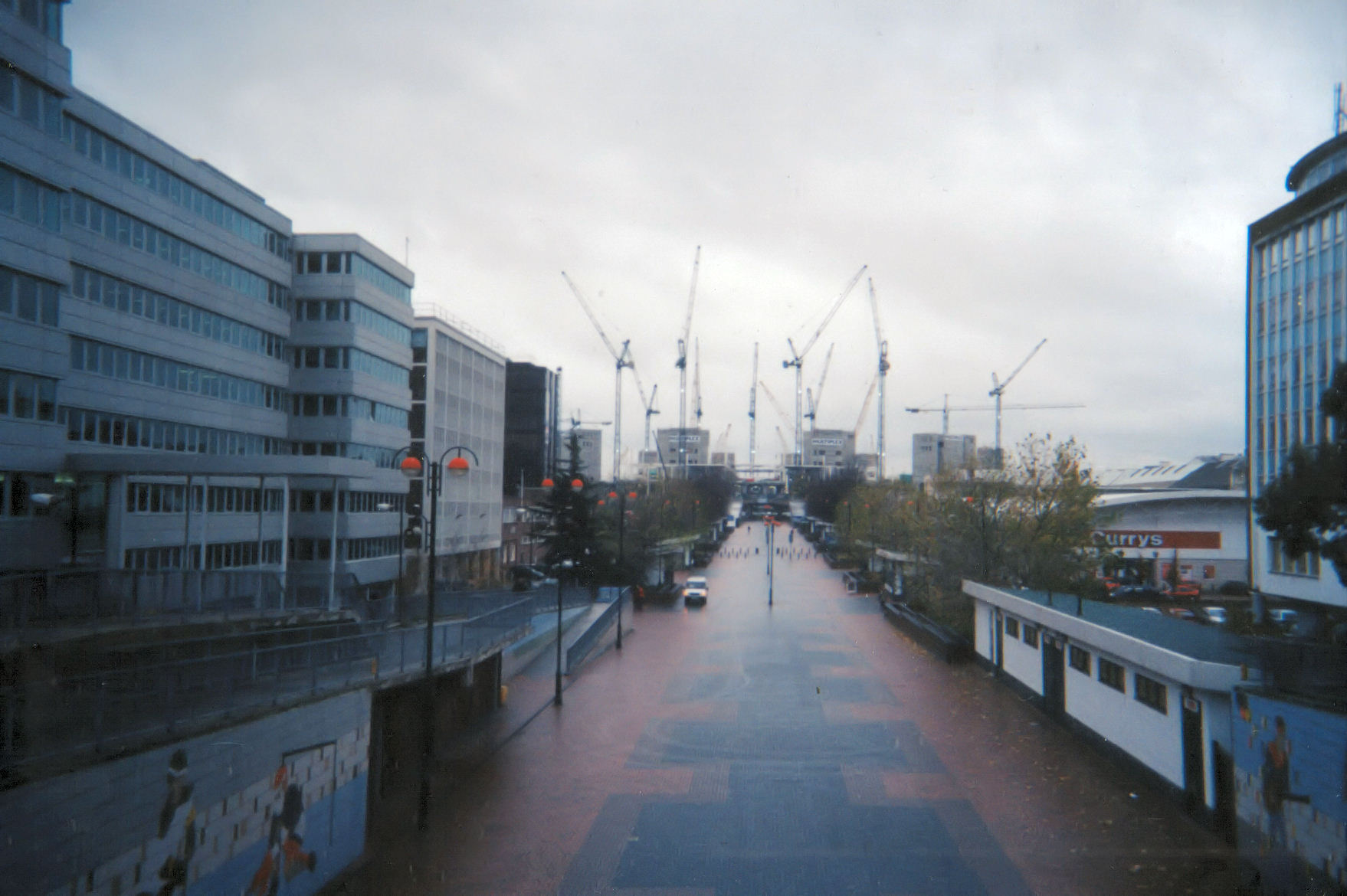
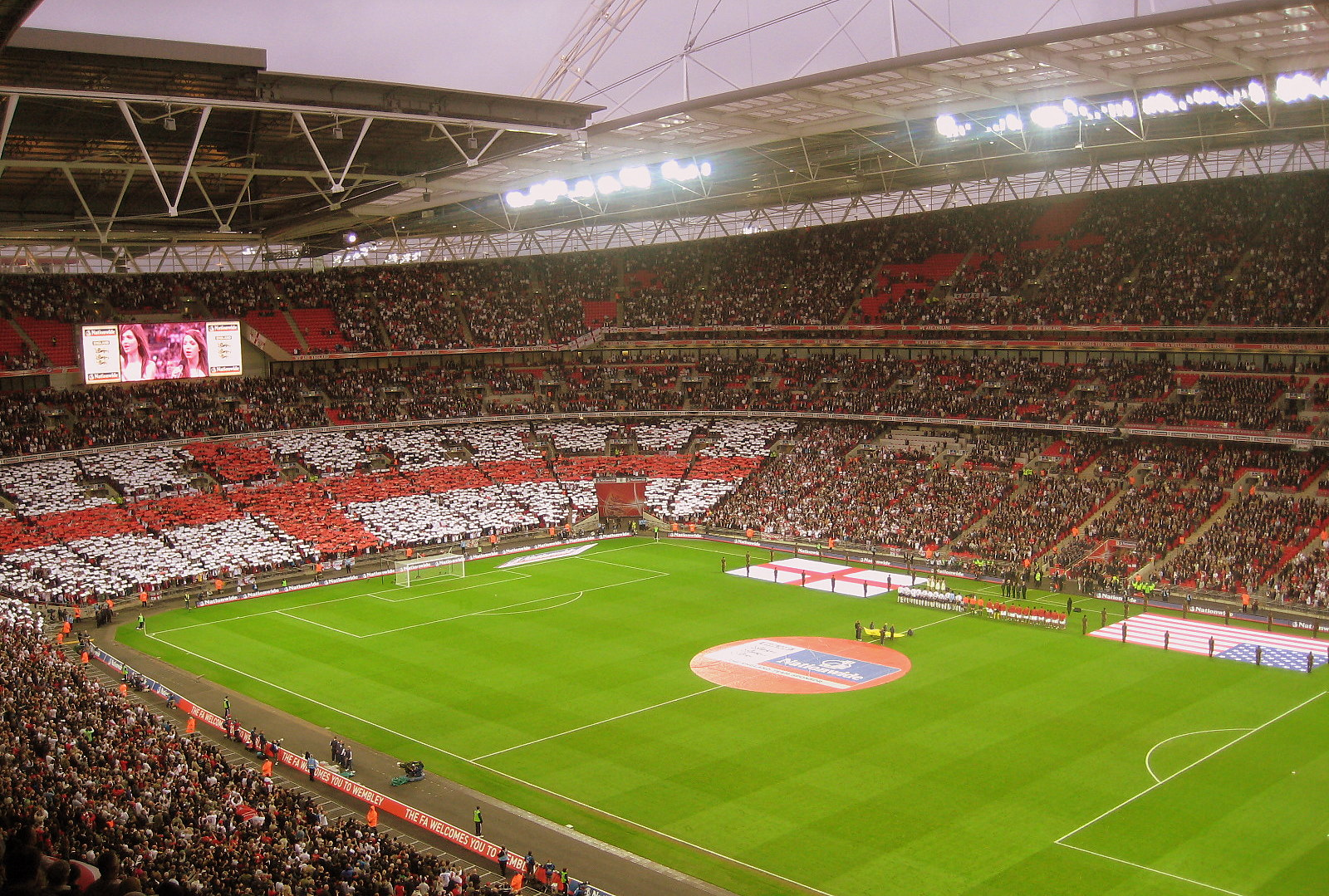